# Élections à l'Assemblée de Madrid de 2023
Les élections à l'Assemblée de Madrid de 2023 (en espagnol : elecciones a la Asamblea de Madrid de 2023) se tiennent le dimanche 28 mai 2023, afin d'élire les 135 députés de la XIIIe législature de l'Assemblée de Madrid pour un mandat de quatre ans.

## Mode de scrutin
L'Assemblée de Madrid (Asamblea de Madrid) est une assemblée parlementaire monocamérale constituée de députés (diputados) en nombre variable, élus pour une législature de quatre ans au suffrage universel direct selon les règles du scrutin proportionnel D'Hondt par l'ensemble des personnes résidant dans la communauté autonome où résidant momentanément à l'extérieur de celle-ci, si elles en font la demande.

### Convocation du scrutin
Conformément à l'article 10 du statut d'autonomie de la communauté de Madrid, l'Assemblée est élue pour un mandat de quatre ans. En cas de dissolution anticipée, l'Assemblée nouvellement élue achève la législature commencée par l'Assemblée dissoute. L'article 8 de la loi électorale madrilène du 16 décembre 1986 précise que les élections sont convoquées par le président de la communauté de Madrid au moyen d'un décret publié le cinquante-quatrième jour précédant la date retenue pour les élections.

### Nombre de députés
L'article 10 du statut d'autonomie prévoit que l'Assemblée comptera « un député pour 50 000 habitants ou fraction supérieure à 25 000, conformément aux données du recensement le plus récent », et que le territoire de la communauté autonome forme une circonscription unique. Selon les projections de Telemadrid au 31 décembre 2022, le nombre de députés en 2023 sera fixé à 135, en raison de la perte de plus de 28 000 habitants entre 2020 et 2022, ce qui constituerait la première réduction de la taille de l'Assemblée depuis 1999.
Le décret de convocation des élections, publié le 4 avril 2023, dispose que l'Assemblée sera composée de 135 députés.

### Présentation des candidatures
Peuvent présenter des candidatures, : 
- les partis ou fédérations politiques enregistrées auprès du registre des associations politiques du ministère de l'Intérieur ;
- les coalitions électorales de ces mêmes partis ou fédérations dûment constituées et inscrites auprès de la commission électorale au plus tard 15 jours après la convocation du scrutin ;
- et les électeurs de la circonscription, s'ils représentent au moins 0,5 % des inscrits.

### Répartition des sièges
Seules les listes ayant recueilli au moins 5 % des suffrages valides dans la circonscription peuvent participer à la répartition des sièges à pourvoir dans cette même circonscription, qui s'organise en suivant différentes étapes : 
- les listes sont classées en une colonne par ordre décroissant du nombre de suffrages obtenus ;
- les suffrages de chaque liste sont divisés par 1, 2, 3... jusqu'au nombre de députés à élire afin de former un tableau ;
- les mandats sont attribués selon l'ordre décroissant des quotients ainsi obtenus[8],[9],[10].

Lorsque deux listes obtiennent un même quotient, le siège est attribué à celle qui a le plus grand nombre total de voix ; lorsque deux candidatures ont exactement le même nombre total de voix, l'égalité est résolue par tirage au sort et les suivantes de manière alternative.

## Campagne

### Principales forces politiques
| Force politique | Force politique                                                          | Force politique | Idéologie                                                                       | Chef de file                   | Résultats en 2021          |
| --------------- | ------------------------------------------------------------------------ | --------------- | ------------------------------------------------------------------------------- | ------------------------------ | -------------------------- |
|                 | Parti populaire (es) Partido Popular                                     | PP              | Centre droit à droite Libéral-conservatisme, démocratie chrétienne              | Isabel Díaz Ayuso (Présidente) | 44,8 % des voix 65 députés |
|                 | Más Madrid (fr) Plus de Madrid                                           | MM              | Gauche Progressisme, écologisme, féminisme                                      | Mónica García                  | 17,0 % des voix 24 députés |
|                 | Parti socialiste ouvrier espagnol (es) Partido Socialista Obrero Español | PSOE            | Centre gauche Social-démocratie, progressisme, régionalisme                     | Juan Lobato (es)               | 16,8 % des voix 24 députés |
|                 | Vox                                                                      | Vox             | Droite radicale à extrême droite Néo-franquisme, centralisme, ultranationalisme | Rocío Monasterio               | 9,2 % des voix 13 députés  |
|                 | Unidas Podemos (fr) Unies, nous pouvons                                  | UP              | Gauche à extrême gauche Progressisme, socialisme démocratique, antimondialisme  | Alejandra Jacinto (es)         | 7,2 % des voix 10 députés  |
|                 | Ciudadanos (fr) Citoyens                                                 | Cs              | Centre droit à droite Libéralisme, réformisme, unionisme                        | Aruca Gómez                    | 3,6 % des voix 0 député    |

## Résultat

### Participation
| Taux de participation | En 2021 | En 2023 | Différence |
| --------------------- | ------- | ------- | ---------- |
| à 13 heures           | 26,59 % | 29,17 % | 2,58       |
| à 19 heures           | 69,27 % | 62,59 % | 6,68       |
| à 20 heures           | 71,74 % | 65,50 % | 6,24       |

### Voix et sièges
| Représentation en hémicycle sur un axe gauche-droite du résultat. |                                               |           |        |      |        |               |
| Partis                                                            | Partis                                        | Voix      | %      | +/-  | Sièges | +/-           |
|                                                                   | Parti populaire (PP)                          | 1 599 186 | 47,32  | 2,56 | 70     | 5             |
|                                                                   | Más Madrid (MM)                               | 620 631   | 18,36  | 1,37 | 27     | 3             |
|                                                                   | Parti socialiste ouvrier espagnol (PSOE)      | 614 296   | 18,18  | 1,38 | 27     | 3             |
|                                                                   | Vox                                           | 248 379   | 7,35   | 1,80 | 11     | 2             |
|                                                                   | Unidas Podemos (UP)                           | 161 032   | 4,76   | 2,48 | 0      | 10            |
|                                                                   | Ciudadanos (Cs)                               | 52 925    | 1,57   | 2,00 | 0      | en stagnation |
|                                                                   | Parti animaliste avec l'environnement (PACMA) | 23 451    | 0,69   | 0,26 | 0      | en stagnation |
|                                                                   | Autres                                        | 24 470    | 0,72   | –    | 0      | en stagnation |
|                                                                   | Blanc                                         | 35 107    | 1,04   | 0,51 |        |               |
|                                                                   |                                               |           |        |      |        |               |
| Votes valides                                                     | Votes valides                                 | 3 379 477 | 98,99  |      |        |               |
| Votes nuls                                                        | Votes nuls                                    | 34 342    | 1,01   |      |        |               |
| Total                                                             | Total                                         | 3 413 819 | 100,00 | –    | 135    | 1             |
| Abstentions                                                       | Abstentions                                   | 1 797 891 | 34,50  |      |        |               |
| Inscrits / Participation                                          | Inscrits / Participation                      | 5 211 710 | 65,50  |      |        |               |